# 실라 피츠패트릭
실라 메리 피츠패트릭(영어: Sheila Mary Fitzpatrick, 1941년 6월 4일~)은 오스트레일리아의 역사학자이다. 소련의 역사와 현대 러시아의 역사를 전공했으며 특히 스탈린 시대와 대숙청을 주제로 "아래로부터의 역사"를 연구했다. 또한 전체주의의 개념을 비판적으로 검토했으며 나치즘과 스탈린주의의 비교에 대한 토론에서 나치 독일과 소련의 차이점을 강조했다. 호주 가톨릭 대학교 (멜버른) 교수, 시드니 대학교 명예 교수, 시카고 대학교 명예 교수이다.

## 생애
피츠패트릭은 멜버른 대학교(BA, 1961)에 다녔고 옥스퍼드의 세인트 안토니 대학(1969)에서 박사 학위를 받았다. 그녀는 1969년부터 1972년까지 London School of Slavonic and East European Studies의 연구원 이었다.
피츠패트릭은 미국 예술 과학 아카데미와 호주 인문학 아카데미의 회원이다. 그녀는 미국 슬라브 연구 진흥 협회 와 미국 슬라브 및 동유럽 연구 협회의 전 회장이다. 2002년 그녀는 학업 활동으로 멜론 재단 으로부터 상을 받았다. 2012년에 피츠패트릭은 슬라브어, 동유럽 및 유라시아 연구 협회로부터 슬라브어, 동유럽 및 유라시아 연구에 대한 탁월한 공헌으로 상을 받았으며, 미국 역사 협회에서 학술적 우수성에 대한 상을 수상했다. 최고 영예 미국의 역사 연구에서 수여되었다. 2016년, 피츠패트릭은 자신의 저서 On Stalin's Team: Years of Living Dangerously in Soviet Politics (2015)로 논픽션 부문 수상을 수상했다.
오스트레일리아의 작가 브라이언 피츠패트릭의 딸인 피츠패트릭은 호주 밖에서 50년을 살았다. 여기에는 영국, 소련, 미국의 20년 기간이 포함되어 2012년에 호주로 다시 이동했다. 회고록 My Father's Daughter: Memories of a Australian Childhood로 2012년 Magarey 메달을 수상했다. 회고록 A Spy in the Archives 의 두 번째 권이 2013년에 출판되었다. 2017년 피츠패트릭은 고인이 된 남편 마이클 다노스의 회고록, Mischka's War: A European Odyssey of 1940s를 출판했는데, 이 책은 2018년 논픽션 부문 수상 후보에 올랐다.
피츠패트릭은 2010년에 Stephen G. Wheatcroft 와 소련 스탈린주의의 역사를 다시 생각한 공로로 2010년에 호주 연구 위원회 로부터 Discovery Grants를 받았으며, 2013년에는 Mark Edele 과 전쟁과 변이: 소련에서 호주까지 제2차 세계 대전 과 2016년에는 Ruth Balint와 Jayne 페르시아인과 함께 중국 항로를 통해 호주에 도착한 전후 러시아 실향민을 지원했다. 그녀가 호주로 돌아온 이후, 스탈린의 팀: 소련 정치에서 위험하게 살았던 해와 같은 소비에트 역사에 대한 그녀의 연구와 저술을 계속하는 것 외에도, 피츠패트릭은  제2차 세계 대전 이후 와 냉전 기간 동안의 실향민, 특히 호주 이민 에 관한 작업과 출판을 해왔다.

## 연구

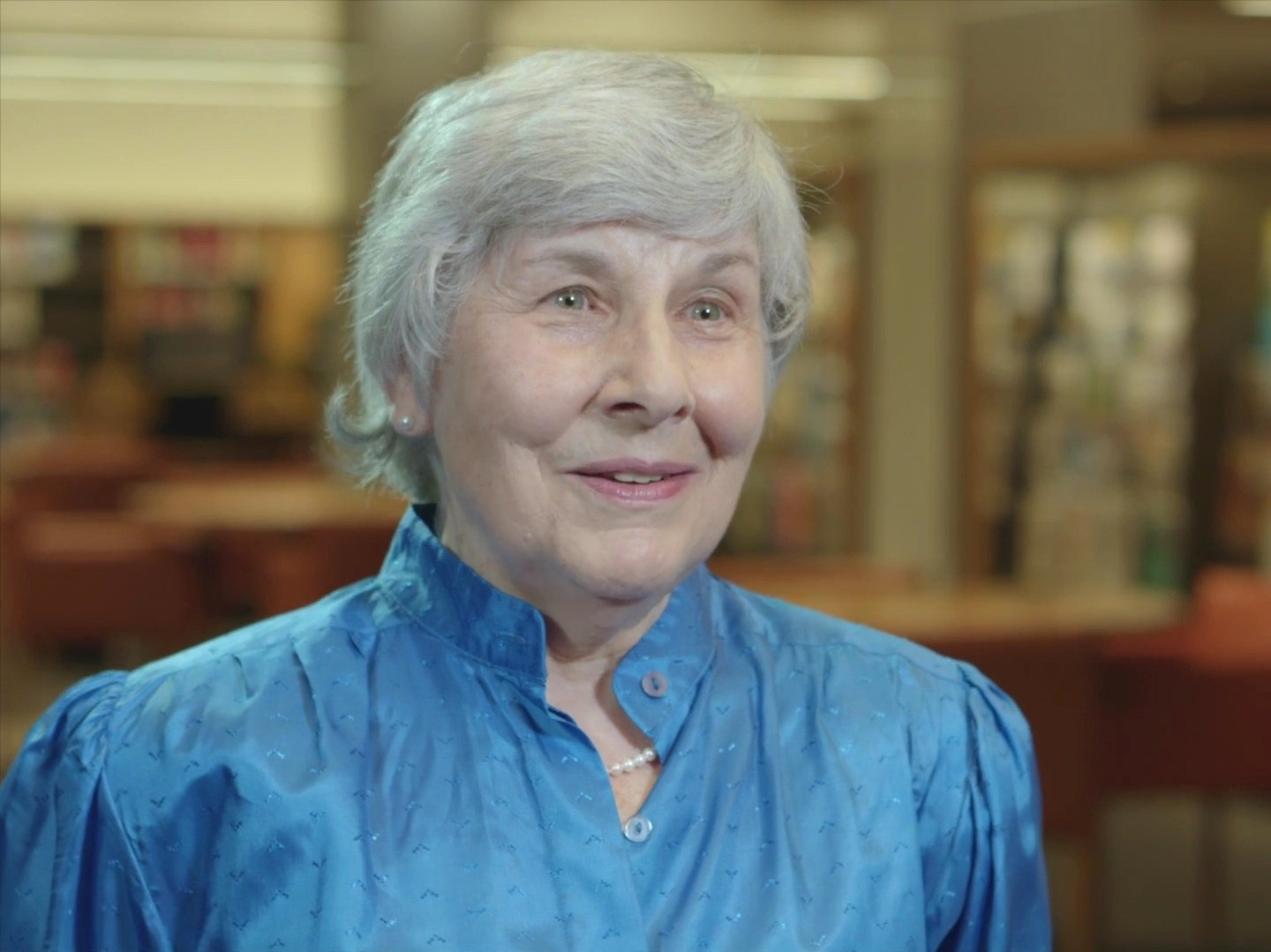
2016년 오스트레일리아 총리 문학상 수상 소감을 밝히고 있는 피츠패트릭

피츠패트릭의 연구는 스탈린주의 시대의 사회 문화적 역사, 특히 사회적 정체성과 일상 생활의 측면, 1950년대와 1960년대 소비에트 러시아의 사회 문화적 변화에 중점을 둔다. 그녀의 초기 작품에서 그녀는 사회적 이동성이라는 주제에 초점을 맞추었고, 노동계급이 사회적으로 그리고 새로운 엘리트로서 부상할 기회가 스탈린주의 시대 동안 정권을 정당화하는 데 중요한 역할을 했다고 제안했다. 잔인함에도 불구하고 정치 문화로서의 스탈린주의는 민주주의 혁명의 목표를 달성했을 것이다. 첫 5개년 계획 기간 동안 기술 대학에 입학할 수 있었던 수천 명의 노동자와 공산주의자들이 산업계, 정부 및 지도층의 직책으로 승진했기 때문에 관심의 초점은 항상 숙청의 수혜자보다는 희생자에게 집중되었다. 피츠패트릭에게 1920년대 후반의 "문화 혁명"과 과학, 문학, 예술 및 산업계를 뒤흔든 숙청은 부분적으로는 경영자와 지적 부르주아에 대한 계급투쟁으로 설명된다. 1930년대에 떠오른 사람들은 자신의 승진을 막는 전직 지도자들을 제거하는 데 적극적인 역할을 했다. 이 사관에서 스탈린주의 정책은 사회적 세력에 기반을 두고 있으며 1930년대에 정권과 사회 사이에 부분적 합의가 존재하도록 허용한 대중 급진주의에 대한 대응을 제시했다.

## 저서
- 《소련의 교육과 사회 이동》(Education and Social Mobility in the Soviet Union, 1979)
- 《러시아 혁명》(The Russian Revolution, 1982)
- 《문화전선, 혁명 러시아의 권력과 문화》(The Cultural Front. Power and Culture in Revolutionary Russia, 1992)
- 《스탈린의 농민》(Stalin's Peasants, 1994)
- 《스탈린주의의 일상》(Everyday Stalinism, 1999)